# 1831 na literatura

## Nascimentos
| Data            | Nome                              | Profissão | Nacionalidade | Observações | Ref |
| --------------- | --------------------------------- | --------- | ------------- | ----------- | --- |
| 16 de Fevereiro | Nikolai Leskov                    | escritor  | Rússia        | m. 1895     |     |
| 30 de Julho     | Helena Blavatsky                  | escritora | Rússia        | m. 1891     |     |
| 12 de Setembro  | Manuel Antônio Álvares de Azevedo | escritor  | Brasil        | m. 1852     |     |
| 17 de Novembro  | Manuel Antônio de Almeida         | escritor  | Brasil        | m. 1861     |     |

## Mortes
| Data          | Nome            | Profissão                                   | Nacionalidade | Observações | Ref |
| ------------- | --------------- | ------------------------------------------- | ------------- | ----------- | --- |
| 21 de Janeiro | Achim von Arnim | romancista e poeta                          | Alemanha      | n. 1781     |     |
| 30 de Junho   | William Roscoe  | escritor, historiador, banqueiro e botânico | Inglaterra    | n. 1753     |     |